# Сергеевка (Уфимский район)
Сергеевка (баш. Сергеевка) — деревня в Уфимском районе Республики Башкортостан Российской Федерации. Входит в состав Жуковского сельсовета.

## География

### Географическое положение
Расстояние до:
- районного центра (Уфа): 19 км,
- центра сельсовета (Жуково): 6 км,
- ближайшей ж/д станции (Авдон): 6 км.

## Население
| 2002 | 2009 | 2010 |
| ---- | ---- | ---- |
| 347  | ↗469 | ↗490 |

Национальный состав
Согласно переписи 2002 года, преобладающие национальности — русские (50 %), башкиры (30 %).

## Религия
В деревне есть православная церковь Сергия Радонежского.